# A Bullet Is Waiting
A Bullet Is Waiting is een Amerikaanse dramafilm uit 1954 onder regie van John Farrow. Destijds werd de film in Nederland uitgebracht onder de titel De loerende dood.

## Verhaal
Sheriff Munson en zijn gevangene Ed Stone zijn de enige overlevenden van een vliegramp. Hun toestel is neergestort in de afgelegen bergen van Californië. De beide mannen worden verzorgd door Cally Canham, een jonge vrouw die met haar vader op een boerderij woont. Cally wordt al gauw verliefd op Ed Stone en ze gelooft in zijn onschuld. De jaloerse sheriff Munson wil haar van het tegendeel overtuigen.

## Rolverdeling
| Acteur          | Personage      |
| --------------- | -------------- |
| Rory Calhoun    | Ed Stone       |
| Jean Simmons    | Cally Canham   |
| Stephen McNally | Sheriff Munson |
| Brian Aherne    | David Canham   |